# Kavala (stad)
Kavala (Grieks: Καβάλα) is een stad en fusiegemeente (dimos) met twee deelgemeenten (dimotoki enotita) in Noordoost-Griekenland. Het ligt ongeveer tussen de steden Thessaloniki en Alexandroupolis in, aan de Egeïsche Zee. In 2011 had de stad ruim 70.000 inwoners.
De stad heeft een haven en ongeveer 20 kilometer buiten de stad ligt de internationale luchthaven Alexander the Great International Airport. Kavala is niet aangesloten op het nationale spoorwegnet.
Er zijn oude straten, kerken, een kasteel en een Romeins aquaduct in de oude stad. Dicht bij de stad zijn diverse stranden.
Het Griekse eiland Thasos ligt voor de kust van Kavala.

## Beknopte geschiedenis van Kavala
Er was bij Kavala een nederzetting in de Homerische tijd. In de 7e eeuw v.Chr. heette de stad Neapolis, na de verspreiding van het christendom in Griekenland, kreeg het de naam Christoupolis, die het tijdens de Byzantijnse tijd hield. Door de eeuwen heen werd de stad vaak aangevallen en heeft het vele overheersers gekend, waaronder Romeinen en Ottomanen. Aan het begin van de 20e eeuw n.Chr. werd Kavala deel van een onafhankelijk Griekenland.
Tot de herindeling van 2011 was Kavala de hoofdstad van het gelijknamige departement.

## Bezienswaardigheden in en rondom Kavala
- Archeologisch museum
- Folkloristisch museum
- Haven

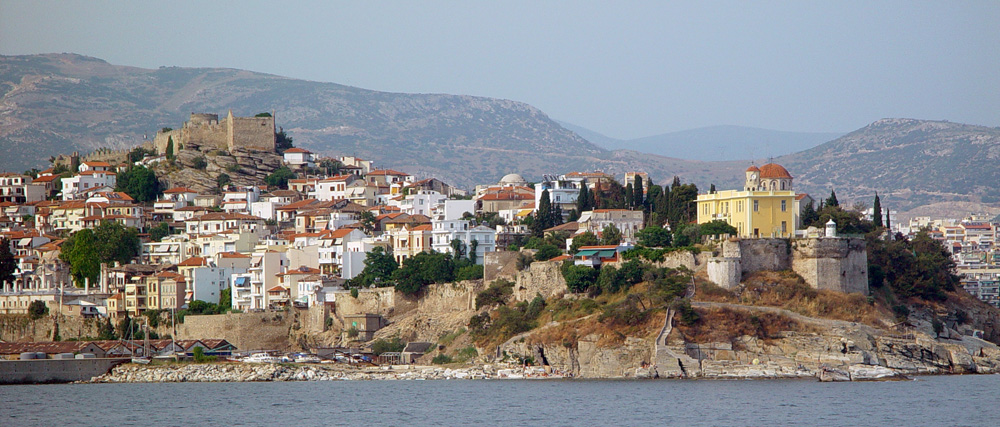
Zicht op Kavala

- Kasteel, fort op de stadsheuvel genaamd "panagia"
- Kamares, aquaduct midden in de stad, diende vroeger voor wateraanvoer naar kasteel.
- Egyptisch huis. Dit is het geboortehuis van Mehmet Ali, de stamvader van de Egyptische koninklijke familie. Het huis is gelegen op de stadsheuvel Panagia.
- Philippi, archeologische plaats op ongeveer 15 kilometer van de stad
- Romeins aquaduct
- Thasos (eiland), te bereiken vanuit Kavala met ferry en draagvleugelboten.
- Vuurtoren

## Geboren in Kavala
- Ali Tanrıyar (1914-2017), politicus en voetbalbestuurder
- Theodoros Zagorakis (1971), voetballer
- Charis Pappas (1983), voetballer
- Dimitris Goutas (1994), voetballer
- Mohammed Ali van Egypte, Ottomaanse wali
- Kostas Mitroglou (1988) voetballer